# Unterdietfurt
Unterdietfurt – miejscowość i gmina w Niemczech, w kraju związkowym Bawaria, w rejencji Dolna Bawaria, w regionie Landshut, w powiecie Rottal-Inn. Leży około 21 km na zachód od Pfarrkirchen, nad rzeką Rott, przy drodze B388 i linii kolejowej Pocking – Mühldorf am Inn.

## Dzielnice
W skład gminy wchodzą dwie dzielnice: Unterdietfurt, Huldsessen.

## Demografia
| Rok  | Liczba mieszk. |
| ---- | -------------- |
| 1970 | 1 794          |
| 1987 | 1 844          |
| 2000 | 2 093          |

## Polityka
Wójtem od 2002 jest Richard Schneider, jego poprzednikiem był Josef Münch.

## Oświata
(na 1999)

W gminie znajduje się przedszkole (75 miejsc i 66 dzieci) oraz szkoła podstawowa (8 nauczycieli, 153 uczniów).